# 水果高地 (犹他州)
水果高地（英文：Fruit Heights），是美国犹他州戴维斯县下属的一座城市。建市于 1850年，面积大约为2.28平方英里（5.9平方公里），海拔约为4,698英尺（1,432米）。根据2010年美国人口普查，该市有人口4,987人。